# فینال جام حذفی فوتبال انگلستان ۱۸۷۸
فینال جام حذفی فوتبال انگلستان ۱۸۷۸، رقابت پایانی جام حذفی فوتبال انگلستان در سال ۱۸۷۸ میلادی است که مابین دو تیم باشگاه فوتبال واندررز و باشگاه فوتبال رویال انجینیرز در ورزشگاه اووال لندن برگزار شده‌است.
این مسابقه که در تاریخ ۲۳ مارس ۱۸۷۸ انجام شده‌است با نتیجه ۳ بر ۱ به سود تیم باشگاه فوتبال واندررز به پایان رسید.